# Andrew Browne Cunningham
Andrew Browne Cunningham (Dublin, 1883. január 7. – London, 1963. június 12.) angol admirális a második világháborúban, a földközi-tengeri flotta parancsnokaként sikeresen szállt szembe az olasz hadiflottával.

## Fiatalsága
Adrew Cunningham Daniel Cunningham és Elizabeth Browne harmadik gyermekeként született. A Cunningham család skót eredetű volt, és mindkét ágon találhatóak voltak lelkészi hivatást űző felmenők, Daniel Cunningham viszont az orvosi pályát választotta, melynek már fiatalon professzora lett; 30 évesen már a dublini Trinity College-ben oktatott. Andrew fiatal korában Skóciában tanult, már itt eldöntötte, hogy egyszer admirális lesz (egyik öccse, Alan is a katonai pályát választotta, igaz, ő a szárazföldi erőkhöz csatlakozott, de ő is főtiszti rangot ért el Észak-Afrikában): tízévesen a stubbingtoni haditengerészeti-előkészítő iskolába került, innen három év múlva került a HMS Britannia oktató állóhajóra, 1897-ben. Tanulmányai során főleg a matematikát tanulta szívesen, míg a nyelvekkel gyakran volt problémája. Az alapkiképzés után került 1899-ben a HMS Doris cirkálóra: ez a hajó Fokvárosban állomásozott, így Cunningham részt vett a második búr háborúban, sőt Pretoria mellett még a szárazföldön is harcolt. 1901-ben áthelyezték a HMS Hannibal csatahajóra, majd a HMS Diadem cirkálóra. 1902-ben léptették elő alhadnaggyá, majd 1904-ben kapta meg a hadnagyi rangot.

## Azelső világháborúban
1911-ben a HMS Scorpion romboló parancsnoka lett. Ezen a hajón szolgálta végig a világháborút. Eleinte a Földközi-tengeren szolgált hajójával, ahol eleinte nem sok harci cselekményben volt része. 1915-ben hajójával részt vett a Gallipoli hadjáratban: itt kapta meg először a Kiváló Szolgálatért Érmet, majd két év múlva hazarendelték, először Scapa Flowban, majd a doveri járőrnél teljesített szolgálatot a HMS Termagent nevű rombolón, itt érte a háború vége, azonban a harci cselekmények számára nem fejeződtek be 1918-ban: egy évvel később a függetlenedő balti államok támogatására rendelt HMS Seafire romboló parancsnokaként teljesített szolgálatot, melynek eredményeképpen másodszor is kitüntették a Kiváló Szolgálatért Éremmel. 1920-ban kapta meg a kapitányi rangot.

## A két háború között
Hamarosan már romboló flottillák vezetésével bízták meg. 1926 és 1928 között Walter Cowan admirális törzsében szolgált a karibi térségben. 1929-ben továbbképzésen vett részt a Birodalmi Védelmi Kollégiumban, emellett megházasodott: Nona Byatt-et vette el feleségül, házasságuk gyermektelen maradt. Még az év végén átvette a HMS Rodney csatahajó kapitányi pozícióját. Egy évvel később azonban a Királyi Haditengerészet cathami laktanyájába helyezték át. 1932-ben innen újra a Földközi-tengerre került: miután elvégezte a főtiszti képzést, ellentengernaggyá léptették elő, és az összes földközi-tengeren szolgáló rombolóflottilla parancsnoka lett. Ettől a pozíciótól 1936-ban vált meg, ezután szárazföldi beosztásba került, ahonnan hamarosan újra a Mediterráneumba vezényelték: 1938-ban a HMS Hood csatacirkáló parancsnokává nevezték ki.
A Hoodon sem állomásozott sokáig: 1939-ben Londonba helyezték át, a haditengerészeti vezérkari főnök helyettese volt, azonban Roger Backhouse admirális halála miatt egy rövid időre megbízott vezérkari főnökként tevékenykedett.

## Amásodik világháborúban
1940-ben a Mediterrán Flotta parancsnokaként hajózott a HMS Warspite-on. Fő céljának tekintette az olasz flotta megsemmisítését, azonban erre egyelőre nem került sor, mivel az olaszok még nem léptek be a világháborúba. Először azonban Mers-el-Kebírnél ütött rajta a francia hadiflotta egy részén, megakadályozandó, hogy Németország megszerezze a francia flottát.
Az olaszokkal történő első összecsapásra július 9-én került sor Calabriánál: itt sikerült megrongálnia két nagyobb olasz hadihajót, azonban a HMS Eagle repülőgépei nem tudtak további veszteséget okozni az olaszoknak. Novemberben azonban, a tarantói rajtaütésen az angol Fairey Swordfish-ek három olasz csatahajón okoztak súlyos károkat, amelyeket nem sikerült később kijavítani. Az angolok meglepetésszerű támadására alapozták a japánok a Pearl Harbor-i támadásukat.
Cunningham nevét igazából a Ténaro-fok mellett megvívott győztes csatája tette ismertté. A német hadvezetés rávette az olaszokat, hogy zavarják meg flottájukkal az angolok utánpótlás szállítását Görögországba. Az Ultra kódfejtők jelentései alapján 1941. március 26-án az olasz flotta kifutott a görög felségvizek felé. Cunningham egy nappal később indult el a Warspite-tal Alexandriából, majd még ugyanazon a napon csatlakozott Pridham-Wippell altengernagy cirkálóihoz. Ekkorra az angolok már tisztában voltak azzal is, hogy az olaszok új csatahajója, a Vittorio Veneto is az ellenséges hajórajt erősíti. Cunningham elsősorban a csatahajóira támaszkodott, azonban később be kellett vetnie a HMS Formidable repülőgépeit is, amelyek május 28-án súlyosan megrongálták az olaszok csatahajóját.
Az olaszok a Vittorio Veneto védelmére rendelték a Pola, Zara és Fiume cirkálókat, melyek közül az elsőt egy repülőgép torpedója süllyesztett el. Cunningham csak este tudott harcba bocsátkozni csatahajóival és cirkálóival, mely során a másik két olasz cirkálót is elsüllyesztették.
Másnap az időközben mozgásképessé vált Vittorio Veneto üldözése helyett Cunningham inkább visszaindult Alexandriába: tartott ugyanis a szárazföldről támadó német légierőtől.
Matapan után Cunningham hajói segédkeztek a krétai evakuálásban. 1942-ben ő vezette a brit admiralitás küldöttségét Washingtonba, a Mediterráneumba a Torch hadművelet idején tért vissza: ezután a Földközi-tengeren ő volt a szövetségesek tengerészeti főparancsnoka, így ő irányította az itáliai partraszállások flottamozdulatait, valamint ebben a tisztségben fogadta el az olasz haditengerészet fegyverletételét 1943-ban. Ez év szeptemberében kinevezték haditengerészeti vezérkari főnöknek, a halálosan beteg Dudley Pound tengernagy helyére.

## Kitüntetései
Már az első világháború idején többször kitüntették a Kiváló Szolgálatért Éremmel, 1940-ben ütötték a Bath-rend lovagjává, majd később a skót Bogáncsrend is tagjává fogadta, emellett 1945-től Hyndhope bárója, majd 1946-tól vikomtja volt. A Navy Distinguished Service Medal mellett még számos külföldi kitüntetés birtokosa is volt.

## Visszavonulása
1946 májusában kilépett a haditengerészet kötelékéből, és visszavonult birtokára. 1963-ban hunyt el, Portsmouth mellett tengerésztemetésben részesítették.